# Sven Lilja
För andra betydelser, se Sven Lilja (olika betydelser).
Sven Ernst Emanuel Lilja, född 26 februari 1887 i Uppsala, död 7 januari 1951 i Katarina församling i Stockholm, var en svensk musiklärare och körledare. 

## Biografi
Lilja var utbildad på Musikkonservatoriet i Stockholm 1912–1917 där han avlade musiklärarexamen. Från 1921 tjänstgjorde han som musiklärare i Stockholms folkskolor och som kantor i Sofia församling från 1927. Han var körledare för Stockholms arbetaresångförening från 1922 och för Stockholms sångarförbund 1935–1949.
Allsångsledare
Han introducerade allsången i Sverige, bland annat Allsång på Skansen 1935–1950 och gjorde allsångsturnéer i hela Skandinavien. Själva introduktionen ägde rum på Sångens dag på Skansen den 26 maj 1935. På 1930-talet inledde han allsången med att spruta vatten på publiken varma dagar med en automatisk vattenspridare som han lånat av Göteborgs trädgårdsförening. Detta upphörde senare då han av misstag duschat kung Gustaf V på hatten.  Kungen själv tog dock saken med ro och lär skrattandes ha sagt: "Det var på tiden att den fick sig en tvätt!". Han spelade sig själv 1944 i filmen Kärlek, solsken och allsång.
Sven Lilja är begraven på Uppsala gamla kyrkogård.

## Filmografi
- 1938 – Sol över Sverige - körledare
- 1944 – Kärlek och allsång - allsångsledare